# Устюгов, Геннадий Афанасьевич
Геннадий Афанасьевич Устюго́в (род. 18 марта 1937, Токмак) — советский и российский художник и поэт, представитель неофициального искусства Ленинграда 1970—1980-х годов.

## Биография
Родился в 1937 году в городе Токмак Фрунзенской области Киргизской ССР. Отец — плотник, родом из-под Вятки, мать — швея из Самары. После войны семья переехала в деревню Хотокка (фин. Hotokka; с 1948 года — Стрельцово) на берегу озера Глубокое Карельского перешейка Ленинградской области. Прожив там четыре года, в 1950 году семья переехала в деревню Новосаратовка Всеволожского района на правом берегу Невы, а в 1975 году — в Ленинград, в квартиру на первом этаже панельной пятиэтажки на ул. Бабушкина.
Рисованием увлёкся ещё до школы. В школе учился прилежно, но общеобразовательные предметы давались ему плохо. После восьмого класса сельской школы в 1955 году поступил в Среднюю художественную школу (СХШ), во время обучения жил в школьном интернате на Литейном дворе Академии художеств. Когда в Эрмитаже в 1956 году были извлечены из хранилищ и стали частью постоянной экспозиции работы французских модернистов (Сезанн, Пикассо, Матисс, Ван Гог, Гоген) из бывших коллекций Щукина и Морозова, это вызвало как небывалое воодушевление в среде свободомыслящей публики, так и возмущение в «консервативной» среде. Устюгов, всей душой откликнувшийся на творчество Матисса, продемонстрировал на одном из школьных обходов 1958 года свои новые работы, после чего был отчислен из последнего класса художественной школы «за увлечение импрессионизмом». До этого он получал по живописи пятерки, по рисунку — четверки, а по остальным предметам — «колы и двойки на протяжении трех лет», поэтому поводы для отчисления были и помимо импрессионистов. После отчисления из СХШ Устюгов окончил вечернюю школу и пытался поступить в Театральный институт. Блестяще сдав экзамены по искусству, он завалил остальные.
С конца 1950-х по 1963 год работал на заводе им. В. И. Ленина, в Троллейбусном парке № 3, на заводе «Большевик» слесарем, сварщиком, маляром, грузчиком, разнорабочим, художником-оформителем. В свободное от работы время писал картины. Занимался в изостудии ДК им. В. И. Ленина, в которой преподавал Феликс Лемберский. В 1963 году заболел шизофренией, после чего проходил курс лечения в спецбольницах и получил пенсию по инвалидности. В дальнейшем болезнь периодически возвращалась к художнику, в эти моменты он неоднократно выносил свои произведения на помойку и сжигал их. Одним из последствий лечения стал тремор рук, который, однако, сразу прекращается, как только художник принимается рисовать.
С конца 1960-х годов Устюгов активно занимался живописью, в 1974 году он участвовал в легендарной выставке в ДК им. Газа, был членом ТЭВ (Товарищество экспериментальных выставок) с момента его образования (1975), затем членом ТЭИИ (Товарищество Экспериментального Изобразительного Искусства, 1981—1989) и участником их ежегодных выставок. В это время дружил с Олегом Григорьевым, Михаилом Шемякиным, Владимиром Яшке, Олегом Фронтинским. В 1990 году в Музее городской скульптуры прошла первая персональная выставка Геннадия Устюгова.
В период 2001—2017 с художником сотрудничал Юрий Молодковец — организовал и курировал ряд его персональных выставок, а также опекал в быту. В 2020 году Устюгов перенес глазную операцию, восстановившую его зрение. С 2021 года он живет в Психоневрологическом интернате (ПНИ № 1) Зеленогорска, где продолжает активно работать при поддержке руководителя художественной студии Виктора Чувашева.
Произведения Устюгова хранятся во многих музеях и частных собраниях России и за ее пределами.

## Произведения хранятся в музеях
- Государственный Эрмитаж, С-Петербург
- Государственный Русский музей, С-Петербург
- Государственный музей «Царскосельская коллекция», Пушкин
- Музей нонконформистского искусства, С-Петербург
- МИСП, С-Петербург
- Новый Музей, С-Петербург
- Государственный музей городской скульптуры, С-Петербург
- Центральный музей связи имени А. С. Попова, С-Петербург
- Астраханская картинная галерея им. П.М. Догадина
- Мурманский областной художественный музей
- Новосибирский государственный художественный музей
- Нижнетагильский музей изобразительных искусств
- Оренбургский областной музей изобразительных искусств
- Самарский областной художественный музей
- Ставропольский краевой музей изобразительных искусств
- Тольяттинский художественный музей
- Чувашский государственный художественный музей, Чебоксары
- Ярославский художественный музей

## Галерея
- Девушка с лютней, 1975
- Покинутая лодка, 1977
- Без названия, 1978
- Горящая лодка, 1979
- Странник, 1986
- Красный человек в голубой шляпе, 1990
- Боже, куда идти... Песня, 1993
- Бегущая за волей, 1997
- Человеку на какой стул сесть, 1997
- Девушка с гитарой, 2001
- Мотыльки, 2002
- Заря, весна уже, 2004
- Пейзаж. Дом покинутый чей-то, 2005
- Пейзаж. Деревенский поселок, 2006

## Творчество
Уже в ранних работах Устюгова конца 1950-х— начала 1960-х гг. предстают сквозные темы: женский образ — его можно обозначить как «Прекрасную Даму», и музыка — изображение человека с музыкальным инструментом. Его дамы мягки, печальны, сосредоточены, погружены в себя, в созерцание, в истому, и воспринимаются как воплощение внутреннего состояния художника. Ощущение спиритуальности достигается тонким, певучим изгибом контура, подчеркнутой телесной истонченностью.
В 1970-е гг. ощущение бесплотности усиливается истончением самой плоти живописи, а также полным отказом от анатомической правильности, от определенности, «портретности» лица. Дымчатая, словно тающая живопись, жидкие прозрачные мазки нежных оттенков, чаще в окружении серого, — все это создает ощущение грезы, в которую погружены его дамы. Здесь звучит дрожащий «голос одинокого человека», ранит последняя прямота исповеди, уравновешенная тонким созвучием красок, классичностью построения, смягченная тихим характером чувств, их трепетностью.
К концу 1980-х — началу 1990-х годов вместо блеклой, приглушенной гаммы 1970-х и первой половины 1980-х гг. появляются большие участки, сплошь покрытые ярким, или черным, или белым цветом. Он сочетает зоны, закрашенные резким цветом, с ненагруженным, чуть тронутым краской холстом. Впрочем, интенсивность цвета относительна: красочный слой неплотен, холст просвечивает и здесь: мир Устюгова светел, разрежен и невесом. Иногда интенсивен только цвет контура фигуры.
Кроме фигуры в прозрачной и беспредельной пустоте мира появляются немногие предметы: параллелепипеды многоэтажных домов — как символ реальности, музыкальные инструменты — как символ прекрасного, лодка — как символ романтики. А еще птицы — как существа, имеющие крылья и близкие небу. Женская фигура остается главным элементом изображения. Теперь она не пишется, но обозначается толстым черным или цветным контуром. Она представляет собой в большинстве случаев удлиненный силуэт в струящейся до земли одежде со склоненной головой и смиренно или скорбно согбенным станом. Она почти утратила свою женскость и означает просто человеческое существо. В картине эта фигура — не объект чувства, а его субъект: тот, кто чувствует. Изображая времена года, Устюгов обходится без их примет в природе: он воспроизводит весеннее или осеннее настроение одной только позой фигуры, цветовым сочетанием и характером мазков. Фигура у него обычно одна, а если их несколько, они вторят друг другу: картина Устюгова — пространство одной эмоции, в ней то, что происходит с человеком, а не между людьми. Поэтический замысел удостоверяют названия-комментарии, дополняющие картину подобно надписям в японской или китайской живописи: «Решетки, решетки на каждом шагу, зачем они нам», «Я слышу, осень приходит», «Куда мы идем», «Где воля».
Живопись Устюгова — тихая, но с мощной энергетикой — обладает эмоциональной проникновенностью, связанной с ее предельной открытостью, искренностью и органичностью, способностью дать ясный образ тому, что обличья не имеет. Устюгов действительно оторван от реальности, не приспособлен к ней, он ее не понимает и не интересуется ею. В то же время объектом его чувств является все-таки реальность — та, которая остается за пределами практического и для человека «нормального» только окаймляет обыденность: небо, светила на нем, птицы, времена года, общая непонятность мира, свобода и неволя, собственная малость и безграничность вселенной, незнание начала и конца. Эту окраину обыденного и вместе с тем сердцевину бытия Устюгов непрерывно ощущает, и это наполняет его работы, делая их при всей их ирреальности прозрачно ясными. И то, что в жизни имеет вид крайнего простодушия, наивности, пройдя через искушенную художественную форму, обретает ценность свидетельства и глубину философской притчи.
— Любовь Гуревич. Художники ленинградского андеграунда: Биографический словарь

## Книги Геннадия Устюгова
- Устюгов, Геннадий. Улитка на берегу. 1991, 54 с.
- Устюгов, Геннадий. Тетради стихов. Тетради рисунков. — СПб: Красный Матрос, Тихая книга, 2005 — книга 1, 144 с. ISBN 5-7187-0546-1
- Устюгов, Геннадий. Тетради стихов. Тетради рисунков. — СПб: Тихая книга, 2007 — книга 2, 198 с. ISBN 5-7187-0846-0
- Устюгов, Геннадий. Тетради стихов. Тетради рисунков. — СПб: Борей Арт, 2021 — книга 3, 194 с.

## Фильмы
- Бондарь, Даниил (режиссер и сценарист). Эскиз на 3/4 или неотправленное письмо художника Устюгова М. С. Горбачёву. 2017. 30 мин. Премьерный показ состоялся в музее «Эрарта» 23 марта 2017.

## Персональные выставки
- 1990, Ленинград: «Г. А. Устюгов. Живопись. Графика». Государственный музей городской скульптуры
- 1995, С-Петербург: «Весна Гены Устюгова в „Старой деревне“». Апрель-май 1995. Выставка работ из коллекций Н. И. Благодатова, С. Б. Ласкина, Ю. М. Позина, А. Н. Сидорова, О. Б. Фронтинского. Ресторан «Старая деревня», ул. Савушкина, 72
- 1997, С-Петербург: «Геннадий Устюгов. Живопись. Графика». Декабрь 1997. ЦВЗ «Манеж»[7]
- 2001, С-Петербург: «Я слушаю и слушаю». 19 октября — 5 ноября 2001. Галерея «Дельта»
- 2002, Москва: «Я слушаю и слушаю». Проект Санкт-Петербургского общества «А-Я». В рамках Московского международного художественного салона, 15-24 марта 2002, ЦДХ
- 2003, С-Петербург: «Работы Геннадия Устюгова». Выставка, приуроченная к презентации альбома из серии «Авангард на Неве». 21 февраля — 9 марта 2003, Музей Владимира Набокова[8]
- 2005, С-Петербург: «Я — художник». Живопись, графика. Совместно с фотографией Юрия Молодковца. 15-26 ноября 2005, Галерея «Борей»[9]
- 2005, С-Петербург: «Жизнь настоящая, увиденная под ногами». Галерея «Сельская жизнь»
- 2007, Астрахань: «Я — художник». Живопись, графика. Совместно с фотографией Юрия Молодковца. 22 сентября — 20 октября 2007, Астраханская картинная галерея им. П. М. Догадина
- 2011, Самара: «Устюгов. Я — художник». Живопись. Стихи. Совместно с фотографией Юрия Молодковца. 30 сентября — 25 октября 2011. Самарский областной художественный музей
- 2012, Тольятти: «Устюгов. Я — художник». Живопись. Стихи. Совместно с фотографией Юрия Молодковца. 19 января — 18 февраля 2012. Тольяттинский художественный музей
- 2012, Оренбург: «Устюгов. Я — художник». Живопись. Стихи. Совместно с фотографией Юрия Молодковца. 2-30 марта 2012. Областной музей изобразительных искусств
- 2012, Пушкин: «Геннадий Устюгов». 30 июня — 29 июля 2012. Музей «Царскосельская коллекция»
- 2012, С-Петербург: «Устюгов. Я — художник». Живопись. Графика. Стихи. Совместно с фотографией Юрия Молодковца. 13 сентября — 9 октября 2012. KGallery[10]
- 2014, С-Петербург: «Я — странник одинокий… Живопись, графика, поэзия». 12 мая — 29 июня 2014. Галерея Сова-Арт
- 2016, С-Петербург: «Вид из окна». 16-30 июня 2016. Личное пространство Ю. Молодковца «ЖИЛ&РАБОТАЛ»
- 2017, Пушкин: «Весна, весна пришла пришла на землю…». 18 марта — 23 апреля 2017. Музей «Царскосельская коллекция»
- 2021, С-Петербург: «Новый Устюгов». 25 декабря 2021 — 30 января 2020. Invalid House (Вавилов Лофт. В. О. Кадетская Линия д.5)
- 2022, Пушкин: «Геннадий Устюгов. Живопись, акварели из частных собраний» / «ГАУВРХ новый». 24 сентября — 23 октября 2022. Музей «Царскосельская коллекция»

## Избранные групповые выставки
- 1957, Новосаратовка: Выставка рисунков и акварелей в школе Новосаратовки
- 1961, Ленинград: Выставка самодеятельных художников. ДК им. В. И. Ленина
- 1961, Москва:	Эта же выставка
- 1974, Ленинград: Первая выставка художников-нонконформистов 22-25 декабря 1974 г. ДК им. И. И. Газа
- 1978, Ереван: Выставка 18 ленинградских художников. Декабрь 1978, Музей современного искусства
- 1979, Ленинград: Выставка в ДК им. Орджоникидзе
- 1980, Ленинград: Выставка 15 художников. Сентябрь 1980, ДК им. С. М. Кирова
- 1981, Ленинград: Квартирная выставка неофициальных художников. 14-17 ноября	1981, ул. Бронницкая, 61
- 1981—1987, Ленинград: регулярные выставки с Товариществом экспериментального искусства (ТЭИИ)
- 1984, Ленинград: Грани портрета. ДК им. С. М. Кирова
- 1985, Ленинград: Первая выставка 14-ти. ЛДМ
- 1986, Ленинград: «Митьки». Дом ученых в Лесном
- 1988, Ленинград: «Современное искусство Ленинграда». Декабрь 1988 — январь 1989. ЦВЗ «Манеж»
- 1989, Ленинград: «От неофициального искусства к перестройке». Январь-февраль 1989, Гавань, выставочный павильон
- 1989, Ленинград: «Небо и твердь». ЦВЗ «Манеж»
- 1990, Ленинград: «Город». ЦВЗ «Манеж»
- 1990, Ленинград: «Фестиваль ленинградских галерей». ЦВЗ «Манеж»
- 1990—1992, США: «Keepers of the Flame». Unofficial Artists of Leningrad. Fisher Gallery. University of Southern California. Los Angeles. 14.11.1990 — 19.01.1991; Emerson Gallery, Hamilton College. Clinton, New York. 9.3.1991-21.4.1991; Berman Museum of Art, Ursinus College, Collegeville, Pennsylvania. 5.11.1991 — 17.01.1992; Queens Museum of Art. Flushing, New York, Spring 1992
- 1991, Ленинград: «Портрет в интерьере». ЦВЗ «Манеж»
- 1992, С-Петербург: «Избранная лирика художников Петербурга». ЦВЗ «Манеж»
- 1993, Пушкин: «Музей „Царскосельская коллекция“ представляет художников Санкт-Петербурга». Первая выставка, Запасной дворец
- 1993—2013, С-Петербург: Ежегодные выставки «Петербург». ЦВЗ «Манеж»
- 1994, С-Петербург: «Современное искусство из частных коллекций». ЦВЗ «Манеж»
- 1997, Петродворец: «Встреча в Петергофе». Выставка памяти Олега Григорьева, галерея «Арт Петергоф»
- 2001, С-Петербург: «Портрет в России. XX век». Выставка из собрания Государственного Русского музея. ГРМ, корпус Бенуа
- 2007, США, Майами-Бич: «Арт-Базель Майами-Бич»
- 2013, С-Петербург: «Рожденные летать… и ползать». 18 апреля — 22 июля 2013, ГРМ, корпус Бенуа
- 2016, С-Петербург: «Моё я. Автопортрет в собрании Русского музея». 29 июня — 29 августа 2016, ГРМ, корпус Бенуа
- 2016. С-Петербург: «Скучные места». 23 сентября — 9 декабря 2016, арт-пространство «ДК Громов»